# Autobusna linija br. 290 u Zagrebu
Linija 290 je prigradska autobusna linija u Zagrebu. Prometuje trasom: Kvaternikov Trg - Heinzelova - Radnička - Domovinski most  - Zračna luka - Velika Gorica. Granica I. zone ZET-a (Grad Zagreb) na ovoj liniji se nalazi na stanici Petruševec, tako da je Zračna luka „Franjo Tuđman” unutar II. zone.

## Vanjske poveznice
- Vozni red linije 290

1. ↑  Datoteke u GTFS formatu. zet.hr. Pristupljeno 5. lipnja 2025. - Sadrži informacije tijela javne vlasti u skladu s Otvorenom dozvolom
2. ↑  Izvod iz Cjenika - Grad Zagreb (PDF). Pristupljeno 11. travnja 2023.